# Teichhütte
Teichhütte ist ein Ortsteil der Gemeinde Bad Grund (Harz) im Landkreis Göttingen. Die nächste größere Stadt ist Osterode am Harz.

## Geografische Lage

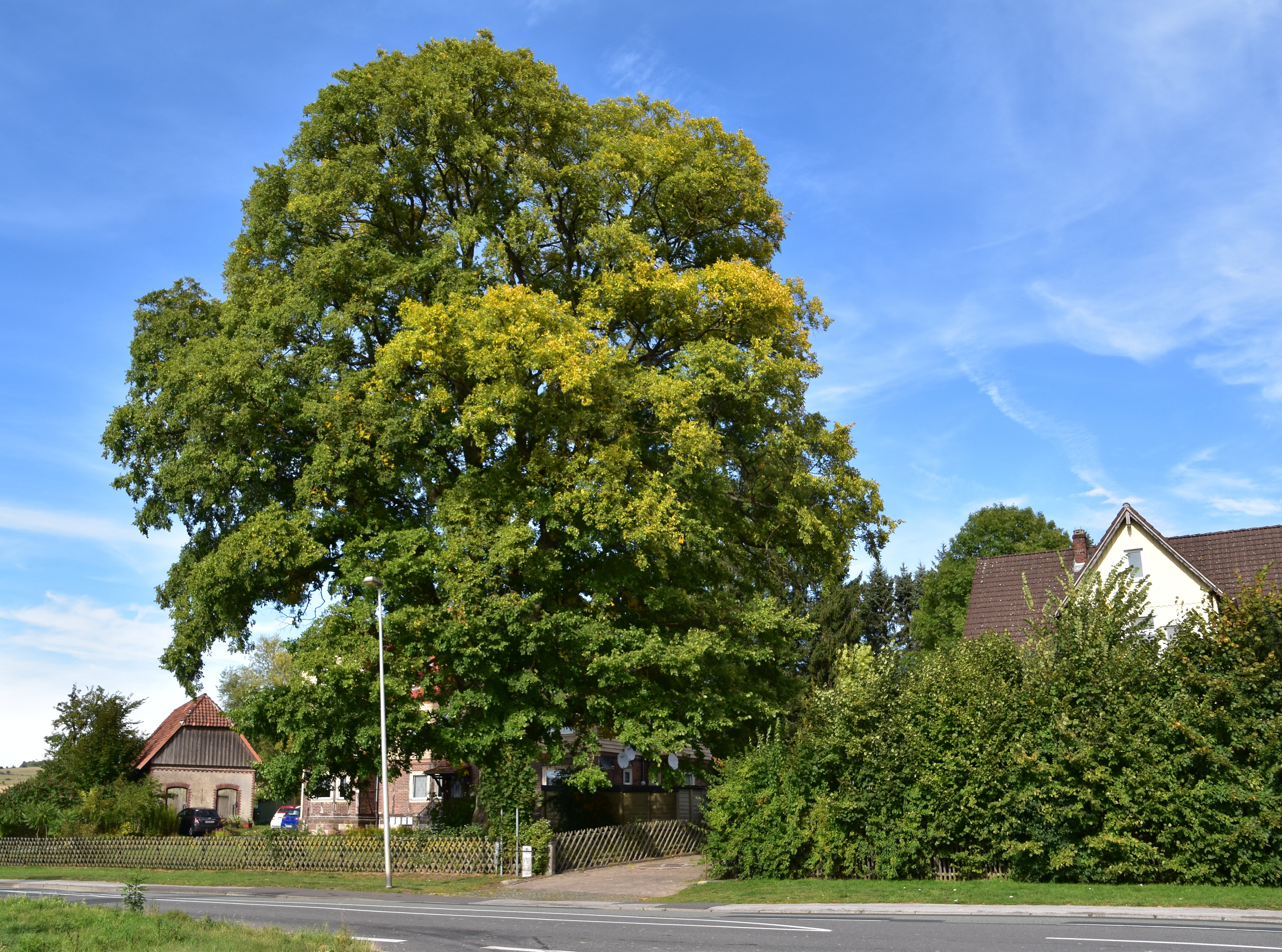
Naturdenkmal Flatter-Ulme am Witte-Stift

Teichhütte liegt am Westrand des Harzes mit dortigem Naturpark Harz. Etwa 1,5 km nördlich liegt Gittelde und 2 km (jeweils Luftlinie) südlich Badenhausen mit Neuhütte im Westen und Oberhütte im Süden. Durchflossen wird es vom Söse-Zufluss Markau.

## Geschichte
Teichhütte wurde 1456 erstmals als casa ante piscinam ducis prope Ghittelde (deutsch: Hütte bei einem Fischteich des Herzogs [von Braunschweig-Wolfenbüttel] bei Gittelde) erwähnt. Spätere Bezeichnungen des Ortes waren Teichhutten, Deichhütte und ähnliche Abwandlungen. Der Name des Ortes bezieht sich auf Eisenhütten, die in dieser Zeit dort bestanden.
1558 wurden in Teichhütte zehn Hausbesitzer gezählt, 1699 waren es acht und 1763 elf Hausbesitzer. 1793 lebten in Teichhütte 176 Einwohner und 1905 waren es 206. Der älteste Teichhütter Hof und der älteste Teichhütter Wohnplatz ist wahrscheinlich der heutige Töpperwiensche Hof auf dem Berg.

### Eingemeindungen
Am 1. Juli 1972 wurde die bis zu diesem Zeitpunkt selbständige Gemeinde Teichhütte in den Flecken Gittelde eingemeindet. Zusammen mit diesem wurde das Dorf am 1. März 2013 ein Ortsteil der Gemeinde Bad Grund (Harz).

### Einwohnerentwicklung
| Jahr | Einwohner | Quelle |
| ---- | --------- | ------ |
| 1910 | 233       | [ 8 ]  |
| 1925 | 229       | [ 9 ]  |
| 1933 | 245       | [ 9 ]  |
| 1939 | 219       | [ 9 ]  |
| 1950 | 515       | [ 1 ]  |
| 1956 | 385       | [ 1 ]  |
| 2019 | 271       | [ 2 ]  |

|  |

## Politik
Auf kommunaler Ebene wird der Ortsteil Teichhütte durch den Rat der Gemeinde Bad Grund (Harz) und den Ortsrat der Ortschaft Flecken Gittelde vertreten.

## Wirtschaft und Infrastruktur

### Wirtschaft
Im Ort besteht die Niederlassung eines mittelständischen Logistikunternehmens. Aufgrund der zentralen Lage innerhalb der Gemeinde Bad Grund entstand in Teichhütte ein Einkaufszentrum mit einigen Einzelhandels- und Kleinunternehmen. Im Juli 2021 wurde ein SB-Standort der Sparkasse Osterode am Harz eröffnet, nachdem zuvor 2020 die Geschäftsstellen in Gittelde und Bad Grund geschlossen worden waren.

### Verkehr
Durch Teichhütte verläuft die Kreisstraße 21 (Gittelde–Teichhütte–Badenhausen), die südsüdöstlich der Ortschaft Anschluss an die östlich verlaufende Bundesstraße 243 hat. Östlich der Bundesstraße liegt an der Bahnstrecke Herzberg–Seesen der Bahnhof Gittelde / Bad Grund (Harz), früher nur Gittelde.

## Persönlichkeiten

### Söhne und Töchter des Ortsteils
- Heinrich Rieke (1843–1922), Politiker (SDAP, SPD) und Gewerkschafter

### Personen, die mit dem Ortsteil in Verbindung stehen
- Theodor Gerding (1820–nach 1874), Naturwissenschaftler und Lehrer, er veröffentlichte 1857 Analysen vom Hochofen zur Teichhütte bei Gittelde am Harz